# 니코시아 국제공항

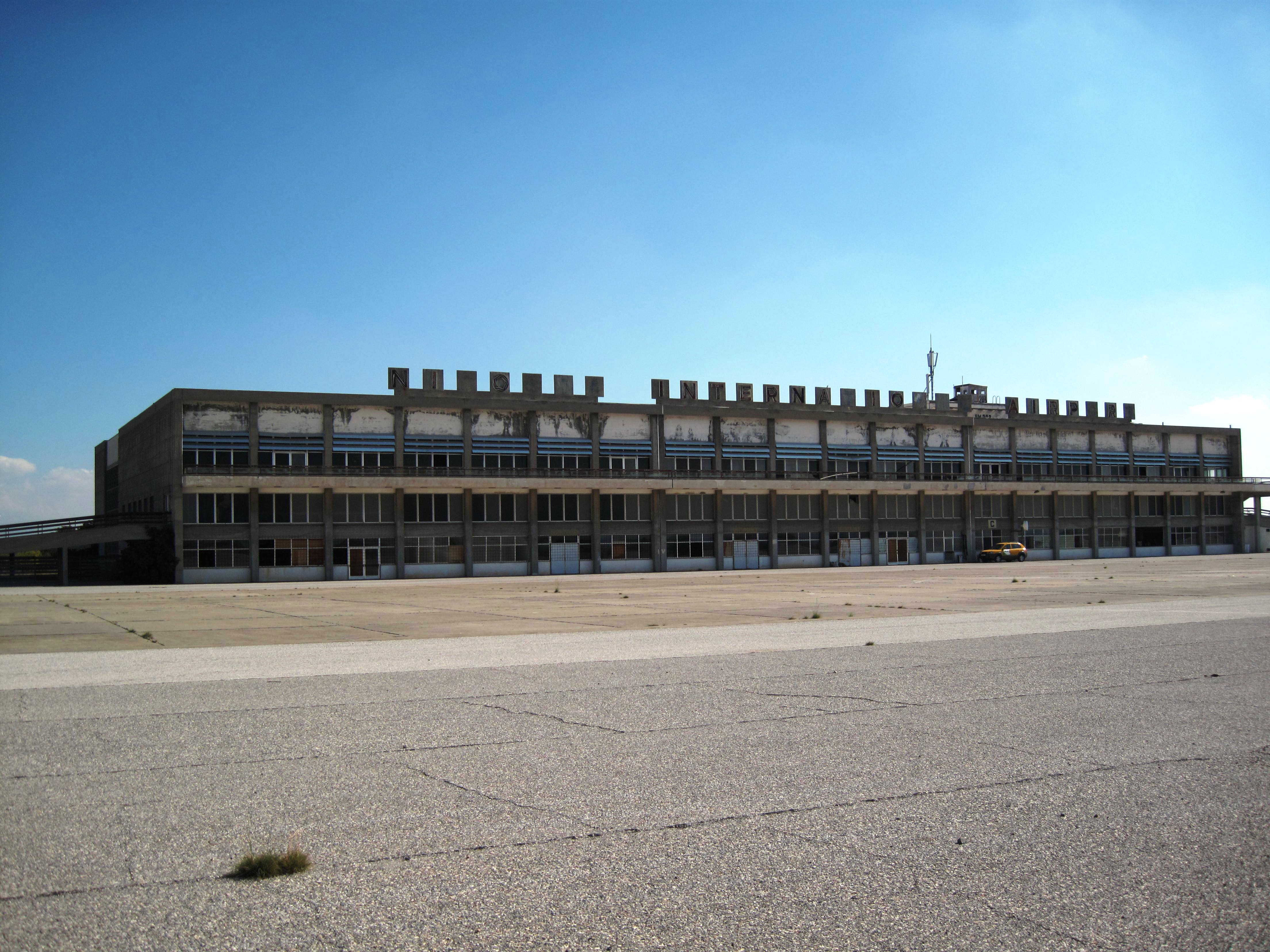
니코시아 국제공항의 모습

니코시아 국제공항(Nicosia International Airport)은 튀르키예의 괴뢰국인 북키프로스의 수도 국제공항으로, 현재는 니코시아가 분단된 후, 쿠데타로 인해 일어난 전쟁 때, 폭파되어 운영을 하지 않고 있다.